# دنیس بریزوئلا
دنیس بریزوئلا (انگلیسی: Denis Brizuela؛ زادهٔ ۱۲ مهٔ ۱۹۹۷) بازیکن فوتبال است.
از باشگاه‌هایی که در آن بازی کرده‌است می‌توان به باشگاه فوتبال بانفیلد اشاره کرد.